# Olešná (Nezvěstice)
Olešná (německy Woleschna) je vesnice, část obce Nezvěstice v okrese Plzeň-město v Plzeňském kraji. Nachází se asi půl kilometru západně od Nezvěstic. Prochází zde silnice I/19. Je zde evidováno 67 adres. V roce 2011 zde trvale žilo 286 obyvatel.
Olešná leží v katastrálním území Olešná u Nezvěstic o rozloze 1,41 km².

## Historie
První písemná zmínka o vesnici pochází z roku 1379.

## Obyvatelstvo
| Rok            | 1869 | 1880 | 1890 | 1900 | 1910 | 1921 | 1930 | 1950 | 1961 | 1970 | 1980 | 1991 | 2001 | 2011 | 2021 |
| -------------- | ---- | ---- | ---- | ---- | ---- | ---- | ---- | ---- | ---- | ---- | ---- | ---- | ---- | ---- | ---- |
| Počet obyvatel | 114  | 143  | 127  | 124  | 140  | 150  | 185  | 195  | 176  | 143  | 261  | 283  | 288  | 286  | 281  |
| Počet domů     | 18   | 19   | 19   | 19   | 21   | 24   | 35   | 43   | 43   | 40   | 68   | 57   | 57   | 67   | 69   |